# Liste der Abgeordneten zum Landtag von Niederösterreich (XIX. Gesetzgebungsperiode)
- ÖVP: 29
- SPÖ: 13
- FPÖ: 8
- GRÜNE: 3
- NEOS: 3

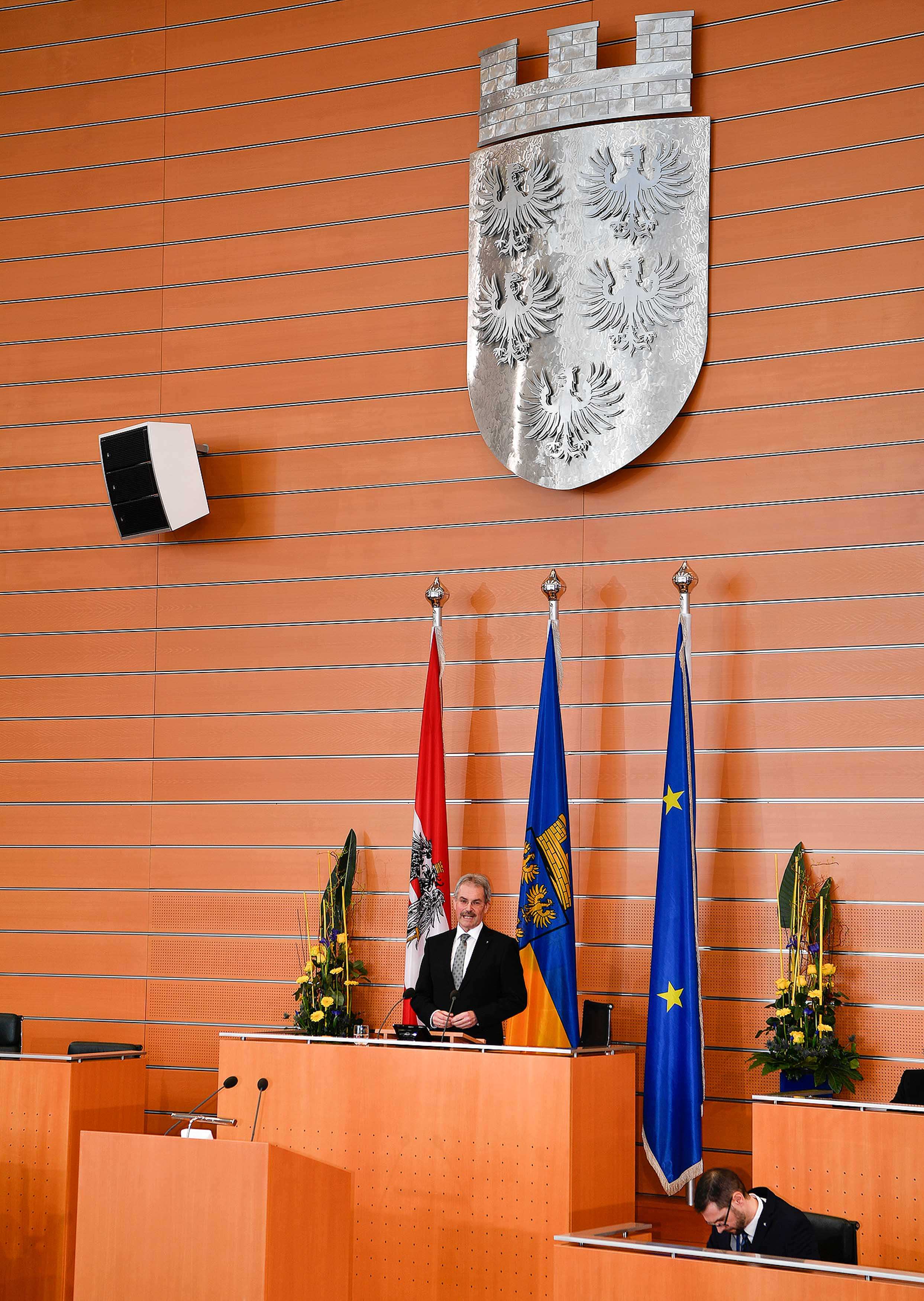
Landtagspräsident Karl Wilfing bei der konstituierenden Sitzung am 22. März 2018

Diese Liste der Abgeordneten zum Landtag von Niederösterreich (XIX. Gesetzgebungsperiode) listet die Abgeordneten zum Landtag von Niederösterreich in der XIX. Legislaturperiode (ab 2018) auf.

## Geschichte
Nach der Landtagswahl am 28. Jänner 2018 entfielen von den 56 Mandaten 29 auf die Österreichische Volkspartei (ÖVP), die damit ein Mandat verlor, jedoch die absolute Mehrheit halten konnte. Die Sozialdemokratische Partei Österreichs konnte 13 Mandate auf sich vereinigen, wobei sie gegenüber der Landtagswahl 2013 unverändert blieb. Die Freiheitliche Partei Österreichs (FPÖ) verdoppelte sich auf acht Mandate,
Die Grünen – Die Grüne Alternative (GRÜNE) verloren ein Mandat und damit mit nunmehr nur mehr drei Mandaten auch den Klubstatus und damit die Klubförderung. NEOS – Das Neue Österreich und Liberales Forum (NEOS) kandidierten erstmals in Niederösterreich und schafften mit drei Abgeordneten den Einzug in den Landtag, ebenfalls ohne Klubstatus. Das Team Stronach Niederösterreich kandidierte nicht mehr und ist damit nicht mehr im Landtag vertreten.
Die ÖVP holte bei der Landtagswahl 19 Wahlkreismandate, zehn weitere Abgeordnete ziehen über die Landesliste in den Landtag ein. Sieben SPÖ-Abgeordnete kommen über die Wahlkreisliste in den Landtag, sechs über die Landesliste. Alle Mandatare der FPÖ, der Grünen und der NEOS ziehen über die Landesliste in den Landtag.
Die konstituierende Sitzung des Niederösterreichischen Landtags fand am 22. März 2018 statt. Nach der Angelobung der Abgeordneten wurde das Landtagspräsidium, die Landeshauptfrau, die beiden Landeshauptfraustellvertreter, die Landesrätinnen und Landesräte der Landesregierung Mikl-Leitner II und die Mitglieder und Ersatzmitglieder des Bundesrates gewählt, sowie weitere Abgeordnete durch die Nachbesetzung frei gewordener Mandate durch den Wechsel in die Landesregierung angelobt.
Insgesamt schieden 24 Abgeordnete der vorhergehenden Gesetzgebungsperiode aus dem Landtag aus.
Auf die von den Regierungsmitgliedern zurückgelegten Mandate wurden Margit Göll, Kurt Hackl, Jürgen Handler, Bernhard Heinreichsberger, Elvira Schmidt und Klaudia Tanner nachnominiert.
Nach dem Verlust des Klubstatus gründeten die Grünen einen Verein namens „Grüner Klub“. Der Verein wurde von der Vereinsbehörde mit Schreiben vom 4. April 2018 genehmigt. Auf Intervention des Landtagsdirektors wurde eine Überprüfung des Vereins durchgeführt und im Dezember 2018 mit Bescheid die Gründung des Vereins wegen Irreführung und Verwechslungsgefahr nicht gestattet.

## Funktionen

### Landtagspräsidenten

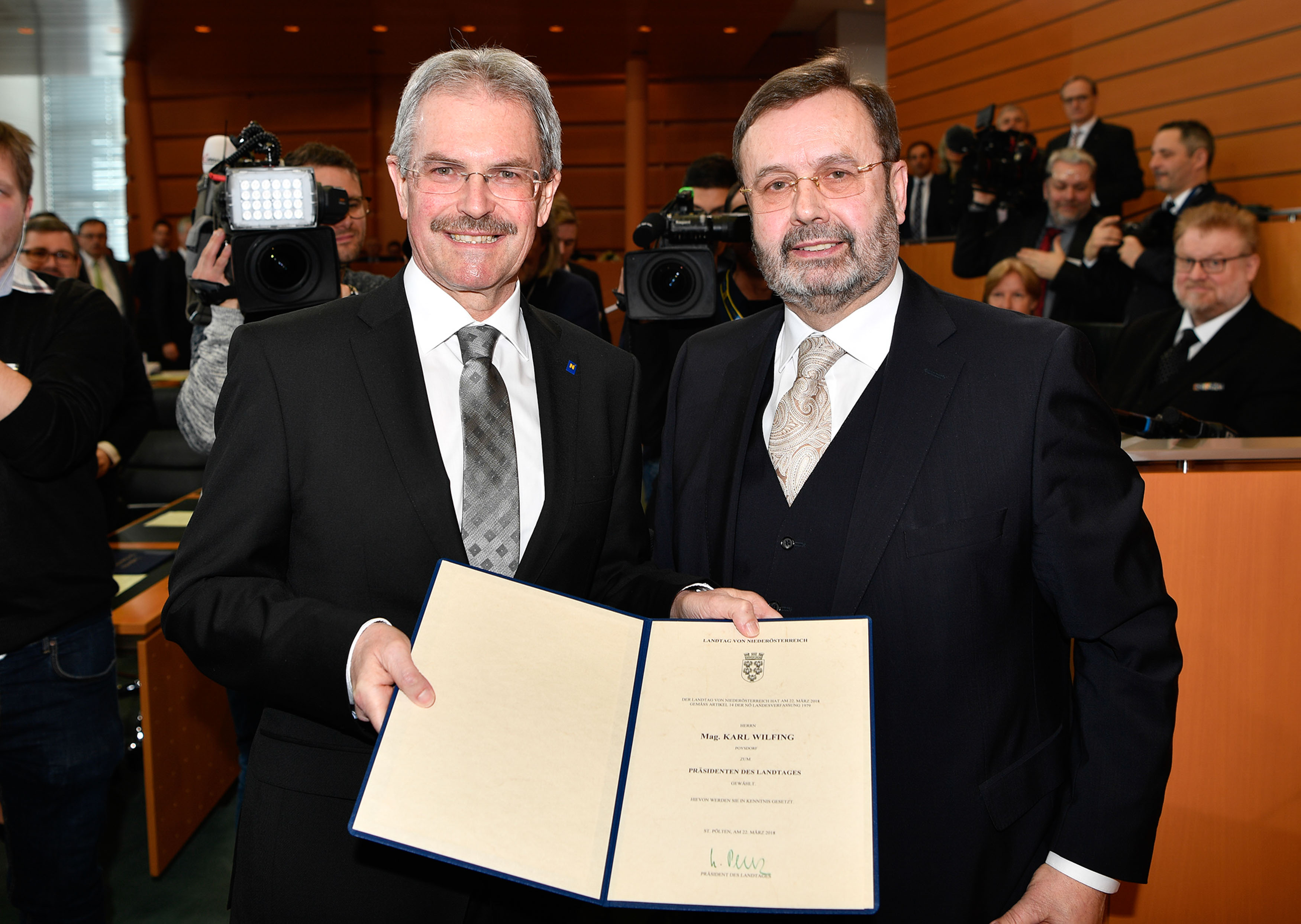
Karl Wilfing und Hans Penz bei der konstituierenden Sitzung am 22. März 2018

- Zum Nachfolger von Landtagspräsident Hans Penz wurde der bisherige Landesrat Karl Wilfing gewählt.[11]
- Zweiter Landtagspräsident blieb Gerhard Karner.[11] Nach dem Wechsel von Gerhard Karner ins Innenministerium als Innenminister der Bundesregierung Nehammer mit 6. Dezember 2021 folgte ihm am 9. Dezember 2021 Karl Moser als Zweiter Landtagspräsident nach.[12]
- Die bisherige Landeshauptfrau-Stellvertreterin Karin Renner folgte Franz Gartner als Dritte Landtagspräsidentin nach.[13]

### Klubobleute
- Zum ÖVP-Klubobmann wurde zum fünften Mal in Folge Klaus Schneeberger gewählt.[14]
- Zum Klubobmann der SPÖ wurde Reinhard Hundsmüller gewählt, der Alfredo Rosenmaier in dieser Funktion nachfolgte.[15]
- Martin Huber wurde zu Beginn der Gesetzgebungsperiode Klubobmann der FPÖ im Niederösterreichischen Landtag. Er folgte damit auf Gottfried Waldhäusl, der in die Landesregierung einzog.[16] Udo Landbauer wurde am 20. September 2018 geschäftsführender FPÖ-Klubobmann. Nach seiner Suspendierung durch Bundesparteiobmann Norbert Hofer im September 2019 verließ Martin Huber den FPÖ-Landtagsklub und wurde fraktionsloser Abgeordneter.[17]

### Bundesräte
Die FPÖ konnte im Bundesrat ein Mandat vom Team Stronach gewinnen, damit ist diese mit einem zweiten Abgeordneten aus Niederösterreich in der Länderkammer vertreten. Die bisherige FPÖ-Bundesrätin Ina Aigner wechselte in den Landtag, neue FPÖ-Bundesräte wurden Andreas Spanring und Michael Bernard. Bei den anderen Parteien kam es zu keinen Änderungen hinsichtlich der Anzahl der Mandate, die ÖVP entsendete weiterhin sieben niederösterreichische Bundesräte in die Länderkammer, die SPÖ behielt ihre drei Sitze. Insgesamt ist Niederösterreich mit zwölf Mandaten im Bundesrat vertreten.
ÖVP-Bundesräte blieben Martin Preineder, Sonja Zwazl, Eduard Köck und Sandra Kern, neu für die niederösterreichische ÖVP in den Bundesrat entsendet wurden Karl Bader, Marlene Zeidler-Beck und Andrea Wagner. Aus dem Bundesrat schieden mit 21. März 2018 Roman Janacek, Angela Stöckl-Wolkerstorfer und Andreas Pum aus.
Die SPÖ ist im Bundesrat weiterhin mit René Pfister und neu mit Doris Hahn und Eva Prischl vertreten. Ingrid Winkler und Adelheid Ebner schieden mit 21. März 2018 aus dem Bundesrat aus.
Nicht mehr dem Bundesrat angehört Gerald Zelina (Team Stronach, später ohne Fraktion).
Nach der Landtagswahl 2018 gab Rupert Dworak seinen Rücktritt als Landtagsabgeordneter bekannt, um sich neben seiner Aufgabe als Bürgermeister verstärkt um die Agenden des niederösterreichischen Gemeindevertreterverbandes zu kümmern. Das Direktmandat von Dworak übernahm mit 28. Juni 2018 Christian Samwald, René Pfister rückte auf das frei werdende Landtagsmandat nach. Andrea Kahofer zog anstelle von Pfister in den Bundesrat ein.
Nach dem Wechsel von Gerhard Karner ins Innenministerium im Dezember 2021 wechselte Marlene Zeidler-Beck vom Bundesrat auf dessen Mandat in den Landtag, Florian Krumböck wurde in den Bundesrat entsendet.

### Landtagsabgeordnete
Die Tabelle enthält im Einzelnen folgende Informationen:
| Name:      | Nach- und Vorname des Landtagsabgeordneten                                                                                        |
| Fraktion:  | Klubzugehörigkeit des Abgeordneten (offizielles Parteikürzel)                                                                     |
| Wahlkreis: | Heimatwahlkreis des Politikers |
| Anmerkung: | Hinweise, falls Abgeordneter während der Gesetzgebungsperiode ausschied oder neu angelobt wurde sowie allfällige Fraktionswechsel |

| Name                      | Bild | Fraktion | Fraktion | Wahlkreis           | Anmerkung |
| ------------------------- | ---- | -------- | -------- | ------------------- | --- |
| Aigner Ina                |      |          | FPÖ      | Korneuburg          | Wechsel vom Bundesrat in den Landtag |
| Balber Josef              |      |          | ÖVP      | Baden               | |
| Collini Indra             |      |          | NEOS     | Mödling             | [ 2 ] |
| Dinhobl Franz             |      |          | ÖVP      | Wiener Neustadt     | |
| Dorner Dieter             |      |          | FPÖ      | Gänserndorf         | [ 19 ] |
| Dworak Rupert             |      |          | SPÖ      | Neunkirchen         | Rücktritt im Mai 2018 bekanntgegeben Abgeordneter bis 27. Juni 2018 Nachrücker auf dem Direktmandat Christian Samwald, Nachrücker für Samwald René Pfister |
| Ebner Bernhard            |      |          | ÖVP      | Amstetten           | [ 25 ] |
| Ecker Georg               |      |          | GRÜNE    | Hollabrunn          | [ 1 ] |
| Edlinger Josef            |      |          | ÖVP      | Krems               | |
| Erber Anton               |      |          | ÖVP      | Scheibbs            | [ 25 ] |
| Gepp Christian            |      |          | ÖVP      | Korneuburg          | |
| Göll Margit               |      |          | ÖVP      | Gmünd               | [ 25 ] |
| Hackl Kurt                |      |          | ÖVP      | Mistelbach          | [ 25 ] |
| Handler Jürgen            |      |          | FPÖ      | Neunkirchen         | [ 19 ] |
| Hauer Hermann             |      |          | ÖVP      | Neunkirchen         | |
| Heinreichsberger Bernhard |      |          | ÖVP      | Tulln               | [ 25 ] |
| Hinterholzer Michaela     |      |          | ÖVP      | Amstetten           | |
| Hofer-Gruber Helmut       |      |          | NEOS     | Baden               | [ 2 ] |
| Hogl Richard              |      |          | ÖVP      | Hollabrunn          | |
| Huber Martin              |      |          | OF       | Melk                | bis September 2019 FPÖ, seitdem fraktionsloser Abgeordneter                                                                                                |
| Hundsmüller Reinhard      |      |          | SPÖ      | Wiener Neustadt     | [ 22 ] |
| Kainz Christoph           |      |          | ÖVP      | Baden               | |
| Karner Gerhard            |      |          | ÖVP      | Melk                | bis 6. Dezember 2021, Wechsel ins Innenministerium Nachrückerin Marlene Zeidler-Beck                                                                       |
| Kasser Anton              |      |          | ÖVP      | Amstetten           | |
| Kaufmann Christoph        |      |          | ÖVP      | Tulln               | |
| Kollermann Edith          |      |          | NEOS     | Mödling             | [ 2 ] |
| Königsberger Erich        |      |          | FPÖ      | St. Pölten          | [ 19 ] |
| Krismer-Huber Helga       |      |          | GRÜNE    | Baden               | [ 1 ] |
| Landbauer Udo             |      |          | FPÖ      | Wiener Neustadt     | ab 20. September 2018, Nachrücker für Michael Schnedlitz                                                                                                   |
| Linsbauer Franz           |      |          | ÖVP      | Horn                | seit 28. April 2022 |
| Lobner René               |      |          | ÖVP      | Gänserndorf         | |
| Maier Jürgen              |      |          | ÖVP      | Horn                | bis 27. April 2022 Nachrücker Franz Linsbauer |
| Michalitsch Martin        |      |          | ÖVP      | St. Pölten          | |
| Mold Franz                |      |          | ÖVP      | Zwettl              | |
| Moser Karl                |      |          | ÖVP      | Melk                | |
| Moser Silvia              |      |          | GRÜNE    | Zwettl              | [ 1 ] |
| René Pfister              |      |          | SPÖ      | St. Pölten          | seit 28. Juni 2018, Nachrücker nach dem Rücktritt von Rupert Dworak für Christian Samwald                                                                  |
| Razborcan Gerhard         |      |          | SPÖ      | Bruck an der Leitha | [ 22 ] |
| Renner Karin              |      |          | SPÖ      | Gänserndorf         | [ 22 ] |
| Rennhofer Franz           |      |          | ÖVP      | Wiener Neustadt     | |
| Rosenmaier Alfredo        |      |          | SPÖ      | Wiener Neustadt     | [ 22 ] |
| Samwald Christian         |      |          | SPÖ      | Neunkirchen         | [ 22 ] |
| Scheele Karin             |      |          | SPÖ      | Baden               | [ 22 ] |
| Schindele Kathrin         |      |          | SPÖ      | St. Pölten          | [ 22 ] |
| Schmidl Doris             |      |          | ÖVP      | St. Pölten          | |
| Schmidt Elvira            |      |          | SPÖ      | Baden               | Nachrückerin für Franz Schnabl |
| Schnedlitz Michael        |      |          | FPÖ      | Wiener Neustadt     | bis 20. September 2018, vorübergehender Ersatz für Udo Landbauer                                                                                           |
| Schneeberger Klaus        |      |          | ÖVP      | Wiener Neustadt     | [ 25 ] |
| Schödinger Gerhard        |      |          | ÖVP      | Bruck an der Leitha | |
| Schulz Manfred            |      |          | ÖVP      | Mistelbach          | |
| Schuster Martin           |      |          | ÖVP      | Mödling             | |
| Schuster Vesna            |      |          | FPÖ      | St. Pölten          | [ 19 ] |
| Sidl Günther              |      |          | SPÖ      | Melk                | Wechsel ins EU-Parlament mit 2. Juli 2019 Nachrücker Josef Wiesinger                                                                                       |
| Suchan-Mayr Kerstin       |      |          | SPÖ      | Amstetten           | [ 22 ] |
| Tanner Klaudia            |      |          | ÖVP      | Scheibbs            | bis zum 7. Jänner 2020, Wechsel in die Bundesregierung Kurz II Nachrückerin Waltraud Ungersböck.                                                           |
| Teufel Reinhard           |      |          | FPÖ      | Scheibbs            | [ 19 ] |
| Ungersböck Waltraud       |      |          | ÖVP      |                     | ab dem 30. Jänner 2020, Nachrückerin für Klaudia Tanner.                                                                                                   |
| Weninger Hannes           |      |          | SPÖ      | Mödling             | [ 22 ] |
| Wiesinger Josef           |      |          | SPÖ      | Melk                | seit 26. Juni 2019, Nachrücker für Günther Sidl |
| Wilfing Karl              |      |          | ÖVP      | Mistelbach          | [ 25 ] |
| Windholz Rainer           |      |          | SPÖ      | Bruck an der Leitha | [ 22 ] |
| Zeidler-Beck Marlene      |      |          | ÖVP      | Mödling             | seit 9. Dezember 2021, Nachrückerin für Gerhard Karner |